# Grumman F11F
Die F11F Tiger (ab 1962 F-11 Tiger) von Grumman war ein einsitziges flugzeugträgergestütztes Jagdflugzeug, das die United States Navy in den 1950er- und 1960er-Jahren einsetzte.

## Entwicklung
1952 begann Grumman mit der Planung einer Weiterentwicklung der Grumman F9F Cougar. Die Fähigkeit zu Überschallflügen sollte durch Anwendung der Flächenregel erreicht werden. Zusätzlich wurden über die ganze Länge der Tragflächen Vorflügel und an den Flächenhinterkanten Störklappen statt Querrudern installiert. Zur Unterbringung auf Flugzeugträgern konnten die Tragflächen auf halber Länge hochgeklappt werden, um Platz zu sparen. Als Triebwerk wurde das Turbojet-Triebwerk Wright J65 eingesetzt.
Das Navy Bureau of Aeronautics gab zwei Prototypen in Auftrag, die als XF9F-8 bezeichnet wurden, später dann als XF9F-9. Das erste Modell flog am 30. Juli 1954 das erste Mal, noch ohne Nachbrenner. Das zweite Modell erreichte später mit Nachbrenner Schallgeschwindigkeit – als zweites Flugzeug der Navy nach der Douglas F4D Skyray. Im April erhielt die Tiger die Bezeichnung F11F-1.
1958 rüstete Grumman zwei F11F-1 zu sogenannten F11F-2 um (Seriennummern „BuNo“ 138646–138647). Diese erhielten ein etwas größeres Leitwerk, vergrößerte Lufteinlässe und als Triebwerk das General Electric J79. Der Erstflug dieses Modells fand am 25. Mai 1958 statt; die Super Tiger erreichte Geschwindigkeiten um Mach 1,44. Nach weiteren Änderungen, unter anderem einer modifizierten Triebwerksversion, erreichte die F11F-2 zweifache Überschallgeschwindigkeit. Da das Flugzeug jedoch zu schwer für den Trägereinsatz war, wurden die Prototypen in F11F-1F umbenannt und keine weiteren Aufträge vergeben. Zwischenzeitlich interessierten sich die deutsche Luftwaffe, die Luftstreitkräfte der japanischen Selbstverteidigungsstreitkräfte sowie die Royal Canadian Air Force für das Modell, beschafften jedoch letztlich die Lockheed F-104 Starfighter.

## Einsatzgeschichte
Die erste Tiger landete am 4. April 1956 auf der Forrestal und absolvierte daraufhin auch den ersten Katapultstart. Bereits 1961 wurde die Tiger jedoch wieder aus dem Dienst genommen, da sich das Triebwerk als unzuverlässig erwies und die Vought F-8 Crusader sich als leistungsmäßig überlegen zeigte. 199 F11F-1 wurden bis dahin gebaut (BuNo 138604–138645, 141728–141884). Eine Aufklärungsvariante F11F-1P wurde wieder gestrichen.

## Staffeldienst

F11F-1 der Staffel VF-21 auf der USS Ranger 1957

Am 8. Mai 1957 wurde die neu aufgestellte Staffel VA-156 „Iron Tigers“ mit der F11F-1 Tiger „short nose“ ausgerüstet. Es ist ungewöhnlich, dass eine Angriffsstaffel (VA) ein Jagdflugzeug erhielt, denn normalerweise wurden Jäger an VF-Staffeln gegeben. Die zweite Staffel war die Jagdstaffel VF-21 „Mach Busters“; sie qualifizierte auf den Flugzeugträgern Forrestal, Bennington und auf der Ranger ihre Piloten für den Trägereinsatz, flog aber nicht einsatzmäßig von Trägern aus. Weiter wurden die Jagdstaffeln VF-33, VF-51, VF-121, VF-191 und VF-211 mit der F11F-1 „long nose“ ausgerüstet. Die Staffel VA-156 wurde 1958 in VF-111 umbenannt.
Die Einsatzperiode der Tiger in den Trägerstaffeln der US Navy währte nicht lange, bereits 1961 gaben die meisten dieser Staffeln ihre Maschinen wieder ab und wechselten auf die F8U-1 Crusader. Die Tiger kam nunmehr in den Trainingsstaffeln und beim Kunstflugteam Blue Angels zum Einsatz. 1957 wurden die Blue Angels mit der „short nose“ ausgerüstet und wechselten nach der 1958er-Saison auf die „long nose“ über. Bei den Blue Angels war die Tiger wegen ihrer Wendigkeit und einfachen Handhabung sehr beliebt. Die F8U-1 Crusader wurde auch bei den Blue Angels als Nachfolger evaluiert, aber als völlig ungeeignet abgelehnt. Erst 1969 wurde die Tiger durch die F-4J Phantom II von McDonnell-Douglas ersetzt. Die Phantom war wie die Crusader für den Kunstflug nicht geeignet, die ständig größer werdenden Probleme mit der Logistik und den Ersatzteilen der Tiger zwangen die US Navy jedoch zu diesem Schritt.

## Trivia

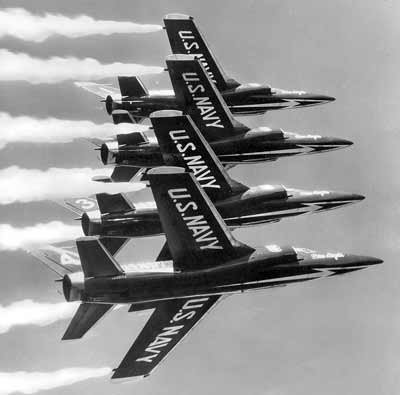
Tigers der Kunstflugstaffel Blue Angels

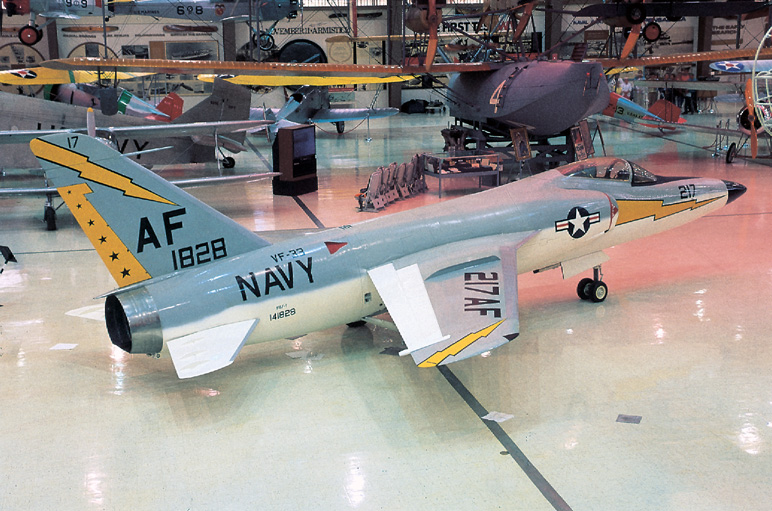
F11F-1 im Museum of Naval Aviation

Obwohl die Tiger nie in einem Krieg eingesetzt wurden – auch nicht während der Libanon-Krise von 1958 –, kam es dennoch zu einem Abschuss. Die F-11 Tiger ist das wohl erste Flugzeug, das sich selbst abgeschossen hat.
Am 21. September 1956 flog der Testpilot Tom Attridge von der Grumman Aerospace Company mit einer Tiger einen Testeinsatz auf etwa 6.800 Metern Höhe östlich von Long Island, bei dem das Waffensystem auf einwandfreie Funktion geprüft werden sollte. Zum Testen der Kanonen schoss er mit den vier 20-mm-Kanonen einen Feuerstoß von vier Sekunden. Danach ging er in einen Sinkflug über und verschoss mit einem zweiten Feuerstoß von drei Sekunden die restliche Munition der Kanonen. Nach dem Schießen ging Attridge auf Mach 1,3 und setzte den Sinkflug fort. Auf 2.100 Metern Höhe prallte etwas gegen die Windschutzscheibe; gleichzeitig verlor das Triebwerk rund 80 % seiner Leistung. Es gelang Attridge, mit dem havarierten Flugzeug wieder auf 4.000 Meter zu steigen, dabei verlor er jedoch zunehmend an Geschwindigkeit. Er flog nun behutsam in Richtung Long Island, wo die Vorbereitungen für eine Notlandung auf dem Werksflugplatz anliefen. Attridge sank und verlor stetig an Geschwindigkeit; kurz vor Long Island versagte das Triebwerk endgültig. Im Gleitflug erreichte er Long Island. Den Flugplatz erreichte er jedoch nicht mehr; das Flugzeug stürzte in eine Gruppe von Bäumen. Attridge wurde mit Verletzungen in ein Krankenhaus eingeliefert.
Die Untersuchungskommission, die nach dem Absturz gebildet wurde, stellte fest, dass Attridge die ballistische Kurve der von ihm abgefeuerten 20-mm-Geschosse durchkreuzt hatte. Das Flugzeug wies drei Treffer auf; ein Geschoss hatte den Luftansaugkanal getroffen, dessen Teile das Triebwerk zerstörten.

## Daten

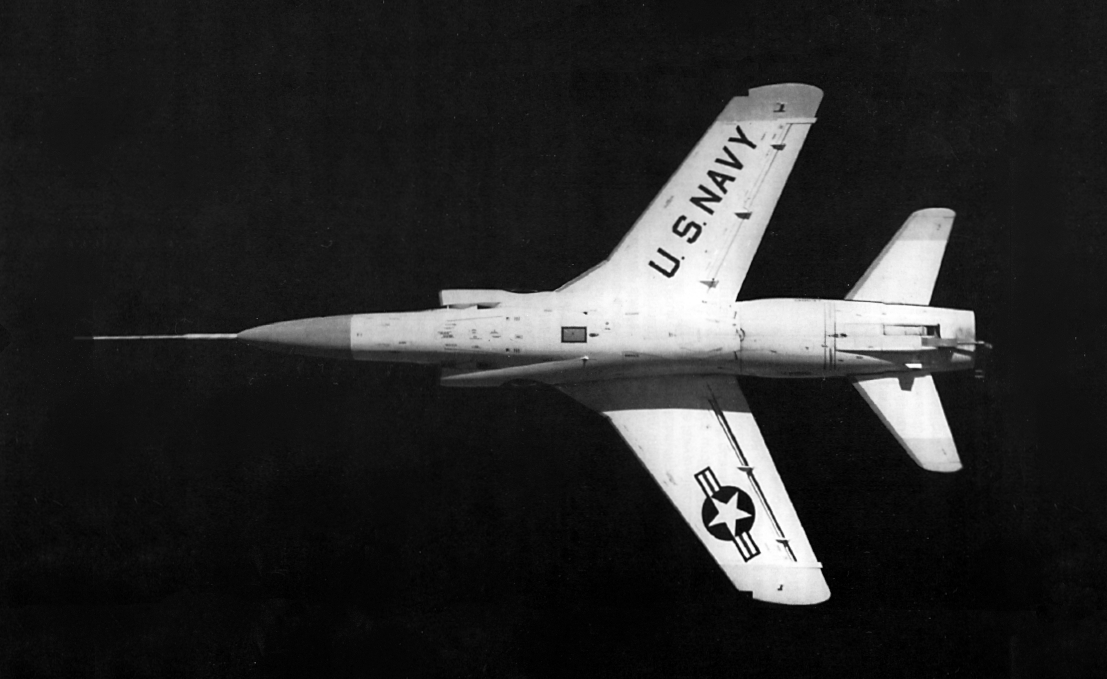
Die F11F war nach damals neuesten aerodynamischen Erkenntnissen konstruiert

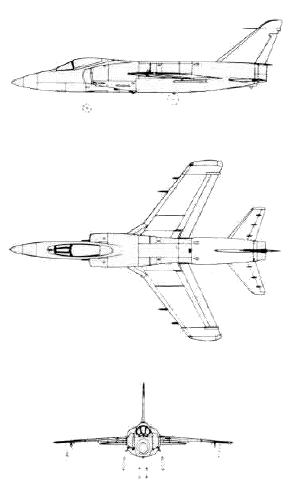
3-Seiten-Riss der F11F-1

| Kenngröße             | Daten                                                              |
| --------------------- | ------------------------------------------------------------------ |
| Besatzung             | 1                                                                  |
| Länge                 | 14,3 m                                                             |
| Spannweite            | 9,6 m                                                              |
| Höhe                  | 4,0 m                                                              |
| Flügelfläche          | 23 m²                                                              |
| Flügelstreckung       | 4,0                                                                |
| Leermasse             | 6.277 kg                                                           |
| max. Startmasse       | 9.561 kg                                                           |
| Triebwerk             | 1 × Turbojet-Triebwerk Wright J65-W-18                             |
| Höchstgeschwindigkeit | 1.170 km/h                                                         |
| Gipfelhöhe            | 12.800 m                                                           |
| Steigrate             | 83 m/s                                                             |
| Reichweite            | 2.050 km                                                           |
| Bewaffnung            | 4 × 20-mm-Kanone Colt Mk 12 mit je 125 Schuss 4 × AIM-9 Sidewinder |